# NGC 3160
NGC 3160 ist eine Spiralgalaxie mit aktivem Galaxienkern vom Hubble-Typ Sb im Sternbild Kleiner Löwe am Nordsternhimmel. Sie ist schätzungsweise 309 Millionen Lichtjahre von der Milchstraße entfernt und hat einen Durchmesser von etwa 120.000 Lj.

Im selben Himmelsareal befinden sich u. a. die Galaxien NGC 3152, NGC 3158, NGC 3159, NGC 3161.
Die Typ-Ia-Supernova SN 1997C wurde hier beobachtet.
Das Objekt wurde am 27. März 1854 vom irischen Astronomen R. J. Mitchell, einem Assistenten von William Parsons, entdeckt.